# Augusto Monterroso
Augusto Monterroso (Tegucigalpa, 21 december 1921 - Mexico-Stad, 7 februari 2001) was een Guatemalteekse schrijver, in Latijns-Amerika vooral gekend als meester van het (ultra)korte verhaal. Zijn stelregel was: schrijven is belangrijk, maar schrappen is vitaal. Volgens sommigen is Monterroso de bedenker van het kortste literaire verhaal uit de geschiedenis: De dinosaurus. Het gaat als volgt: 'Toen hij wakker werd, was de dinosaurus er nog steeds.' 
Op zijn 23e ontvluchtte Monterroso Guatemala vanwege de dictatuur in zijn land. Hij verbleef onder meer in Chili, waar hij secretaris was van Nobelprijswinnaar Pablo Neruda. De rest van zijn leven woonde hij in Mexico, waar hij overleed.

## Oeuvre
Monterroso publiceerde een beperkt oeuvre. Niet alleen miniverhalen, maar ook fabels, een genre dat hij nieuw leven inblies. Enkele werken zijn: Het zwarte schaap en andere fabels (1969) en Perpetuum mobile (1972) (ook vertaald in het Nederlands).